# Slavkov (district d'Opava)
Pour les articles homonymes, voir Slavkov.
Slavkov (en allemand : Schlakau ; en polonais : Sławków) est une commune du district d'Opava, dans la région de Moravie-Silésie, en République tchèque. Sa population s'élevait à 2 126 habitants en 2024.

## Géographie
Slavkov se trouve à 5 km au sud-ouest du centre d'Opava, à 33 km à l'ouest-nord-ouest d'Ostrava et à 244 km à l’est de Prague.
La commune est limitée par Stěbořice au nord-ouest, par Opava au nord et à l'est, par Otice au sud-est, par Uhlířov et Štáblovice au sud, et par Dolní Životice à l'ouest.

## Histoire
La première mention écrite de la localité date de 1224.

## Transports
Par la route, Slavkov se trouve à 6 km d'Opava, à 39 km d'Ostrava et à 314 km de Prague.